# Heilige Kuh
Eine heilige Kuh ist ein aus religiösen oder anderen kulturellen Gründen verehrtes und als unantastbar erklärtes Hausrind. Neben ihrer religiösen Verehrung besonders im Alten Ägypten und bis heute in Indien gelten Rinder (Kühe und Stiere/Ochsen) in einigen Gesellschaften – etwa in denen der Nuer und Dinka im Südsudan – als Statussymbol und Gradmesser des Vermögens.
Als Redewendung meint „eine heilige Kuh“ im übertragenen Sinne ein Tabu, also etwas, das nicht angetastet werden darf und an dem nicht zu rütteln ist.

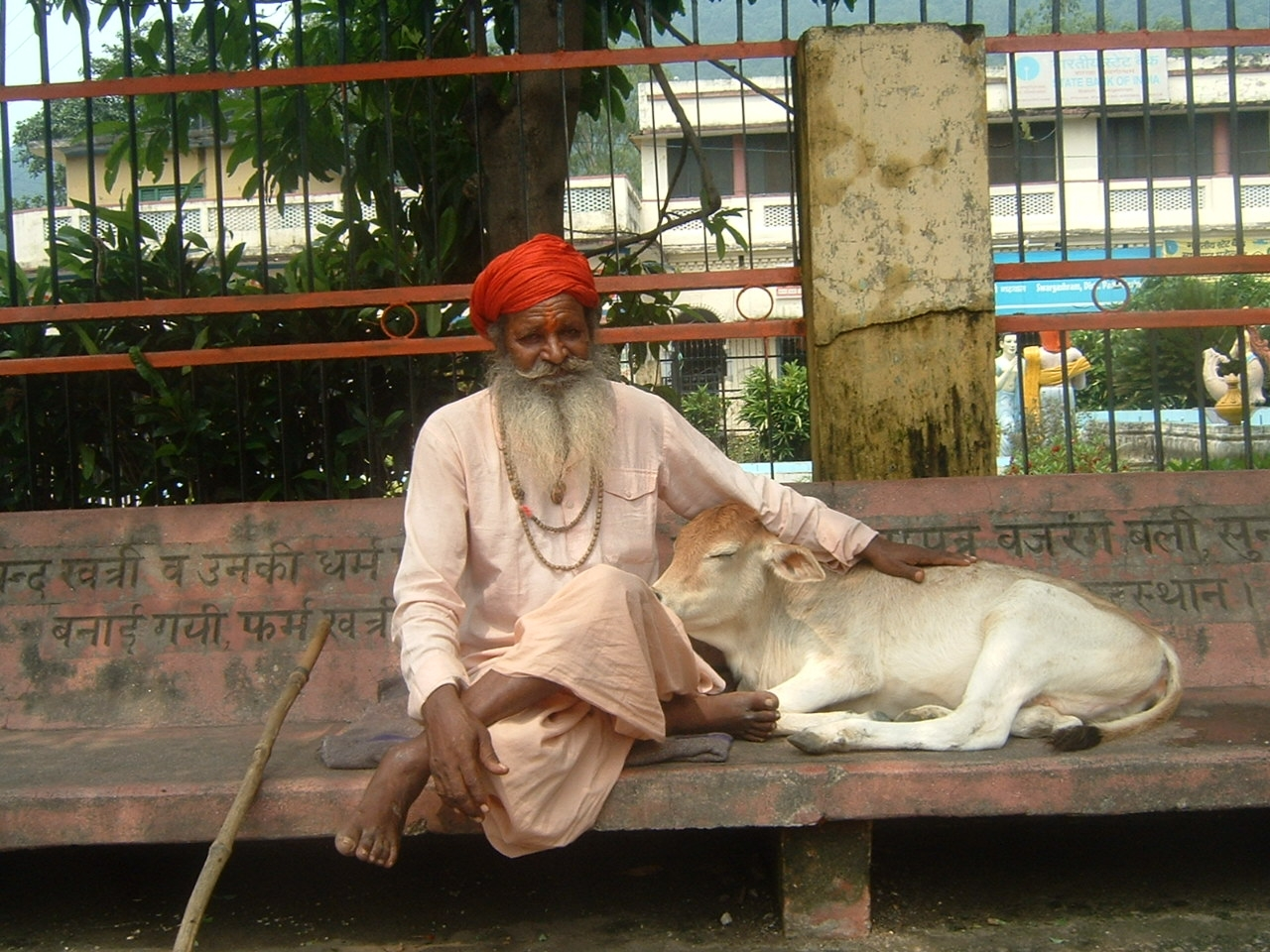
Ein indischer Sadhu hat sich der Gewaltlosigkeit (Ahimsa) verpflichtet.

## Rinderkult in alten Kulturen
Schon seit alten Zeiten ist das domestizierte Rind Lieferant von Nahrung, Kleidung und Behausung sowie als Zugtier auch Energiespender. Die Welt der Tiere war mit dem menschlichen Leben aufs engste verknüpft. Tiere, in Ackerbaukulturen besonders Stiere, waren in den Religionen in Rituale einbezogen. Im Nahen Osten und im Mittelmeerraum schlachteten Priester Tiere zeremoniell, ein Teil des Fleisches wurde den Göttern geopfert.
Spuren von Rinderkulten finden sich im deutschsprachigen Raum sowohl in Süddeutschland als auch in Österreich, wie etwa der Almabtrieb im Herbst und der besonders geschmückte Pfingstochse. In Bayern wurde eine 6000 Jahre alte Stierplastik gefunden, deren Rücken einen Kelch formt. Ein steinzeitlicher Kult im Norden und Osten war die Rinderbestattung. Auch in der Hallstattzeit galt der Stier als heiliges Tier, wie unzählige Spuren belegen. Die Salzburger wurden seit dem Mittelalter bis in die frühe Neuzeit ‚Stierwascher‘ genannt, noch heute einfach: ‚Salzburger Stiere‘.
Bei den alten Italikern war der Stierkult ausgeprägt. Wahrscheinlich geht der Name Italien darauf zurück (von ‚vituli‘, was ‚Jungstiere‘ oder ‚Söhne des Stiergottes‘ bedeutet). Eindeutig sind auch die Stierkämpfe der iberischen Halbinsel und Südfrankreichs kultischen Ursprungs, wie auch das Stierhetzen ohne Töten in anderen Ländern. Im minoischen Kreta gab es einen Stierkult. Der Minotauros und Stierkämpfe spielten dabei eine Rolle.
Im Mithras-Kult gehörte die Tötung eines Stieres zu den zentralen Kulthandlungen.
Auch im frühen Alten Ägypten genoss die Kuh religiöse Hochschätzung. Der Himmel wurde als große nahrungsspendende Kuh angesehen, die mit vier Beinen auf der Erde stand. Später mit Isis identifiziert, wurde auch ihre Schlachtung selbst zu sakralen Zwecken tabuisiert.

## Indien

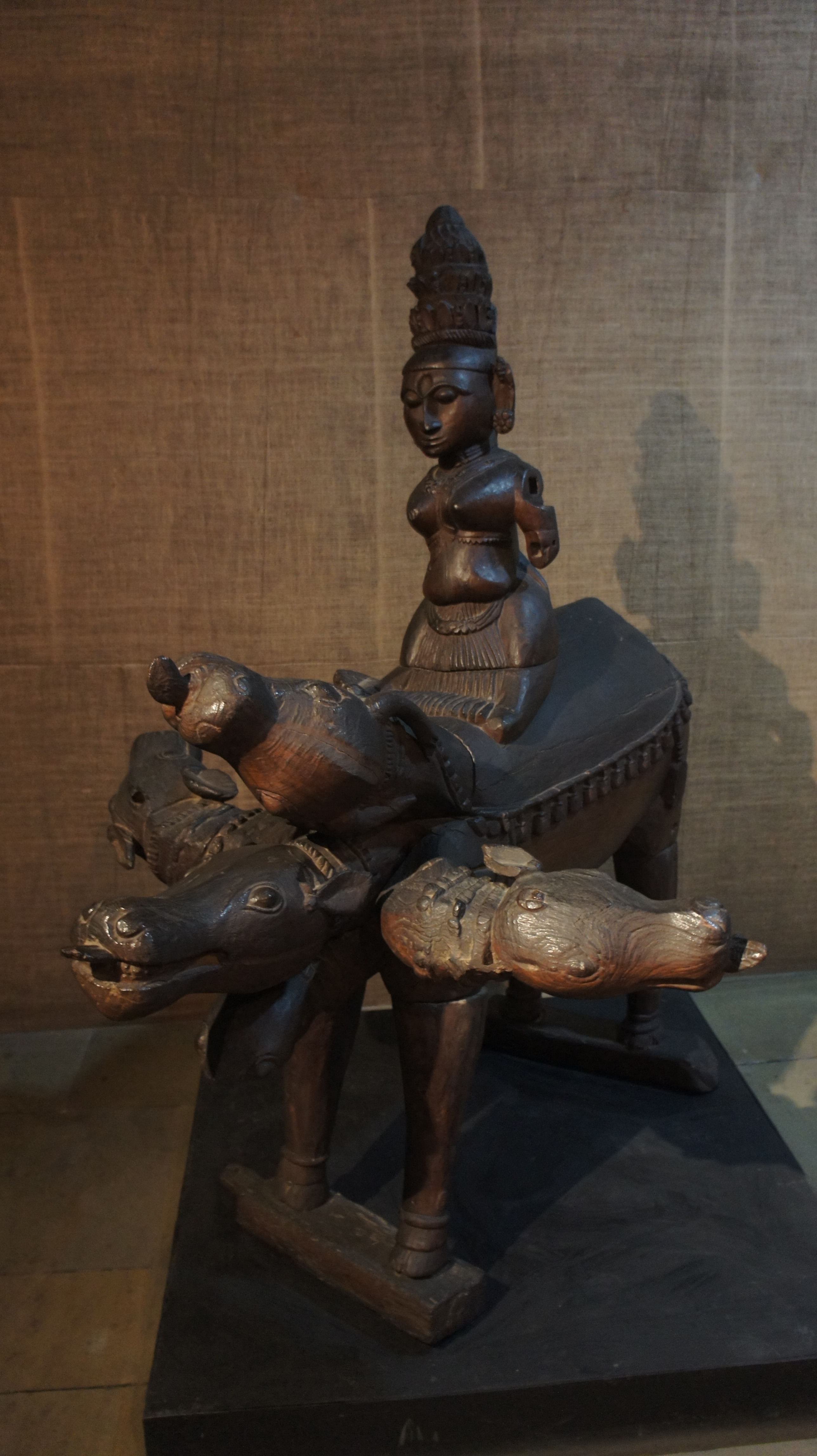
Die alte Holzfigur einer Kuh mit vier Köpfen zeigt die magische Bedeutung der Kuh im volksreligiösen Bhuta-Kult von Karnataka. National Handicrafts and Handlooms Museum (NHHM) in Neu-Delhi

In Indien weist schon der Sanskrit-Name aghnya (die Unantastbare) auf eine vergleichbare Tradition. In den hinduistischen Religionen ist der Schutz der Kuh bis in die heutige Zeit ein wichtiges Element. Für die meisten Hindus ist die Kuh unantastbar. Selbst bei jenen, denen sie nicht ‚heilig‘, sondern lediglich ein wichtiges Symbol ist, hat sie doch einen besonderen Stellenwert, und das Töten von Kühen ist für die meisten undenkbar. Für traditionelle Hindus wäre dies ein besonders verunreinigendes Vergehen; und sind auch nicht alle Vegetarier, so ist es für die meisten ausgeschlossen, Rindfleisch zu essen. In der Geschichte war der Kuhschutz so wichtig, dass islamische Eroberer ihren Heeren oft Kühe vorantrieben, wodurch Hindus sie nicht angreifen konnten.
Bei der ökonomisch-ökologischen Betrachtung der hinduistischen Lehre, die den Rindfleischverzehr verbietet, wird allgemein von einer irrationalen Ideologie gesprochen, durch die Inder ein im Überfluss vorhandenes wertvolles Nahrungsmittel missachten und sich stattdessen mit knapperer, weniger qualitätvoller Nahrung begnügen. Die gegenwärtige Situation der Rinderhaltung ist jedoch nicht allein eine Folge des auf die Rinder angewandten Prinzips der Gewaltlosigkeit (Ahimsa), sondern ist ebenso das Ergebnis einer lange währenden ökologischen Anpassung.
Nach dem Anthropologen Marvin Harris (1927–2001), dessen erster Artikel zum Thema (The Myth of the Sacred Cow) 1965 erschien, nehmen die indischen Kühe (vor allem die frei auf dem Land und teilweise in den Städten herumlaufenden Rinder) bis zu einem gewissen Grad eine für den Menschen nützliche Rolle ein. Deren Brauchbarkeit wird wiederum als Rückbestätigung dafür gesehen, das Prinzip der Ahimsa weiterhin beizubehalten. Der praktische Nutzen der Rinder in Indien umfasst die Milch- und Dungproduktion (Dung als Brennmaterial) in ländlichen Haushalten, Einsatz als Zugtiere in der Landwirtschaft, Fellverarbeitung und die Verwertung pflanzlicher Abfälle wie Gemüsereste. Auch wenn heilige Kühe nicht geschlachtet werden, erreichen sie dennoch im Durchschnitt kein hohes Alter. Viele unbrauchbar gewordene Tiere sterben aufgrund Futtermangels  und schließlich durch völlige Vernachlässigung.
Die utilitaristischen Thesen Harris, wonach das Verhältnis der Inder zu den Kühen einzig auf ökologische Erwägungen zurückzuführen sei, kritisierte Ariel Glucklich (1997), der Harris vorwarf, er würde die Heiligkeit der Kuh zu einer Kalorienzählerei herunterrechnen. In die von Harris angestoßene Kontroverse brachten andere Forscher ökologische, politische, religionsphilosophische und psychoanalytische Argumente ein, ohne in der grundsätzlichen Bewertung Einigkeit zu erzielen.

### Mythen und Riten

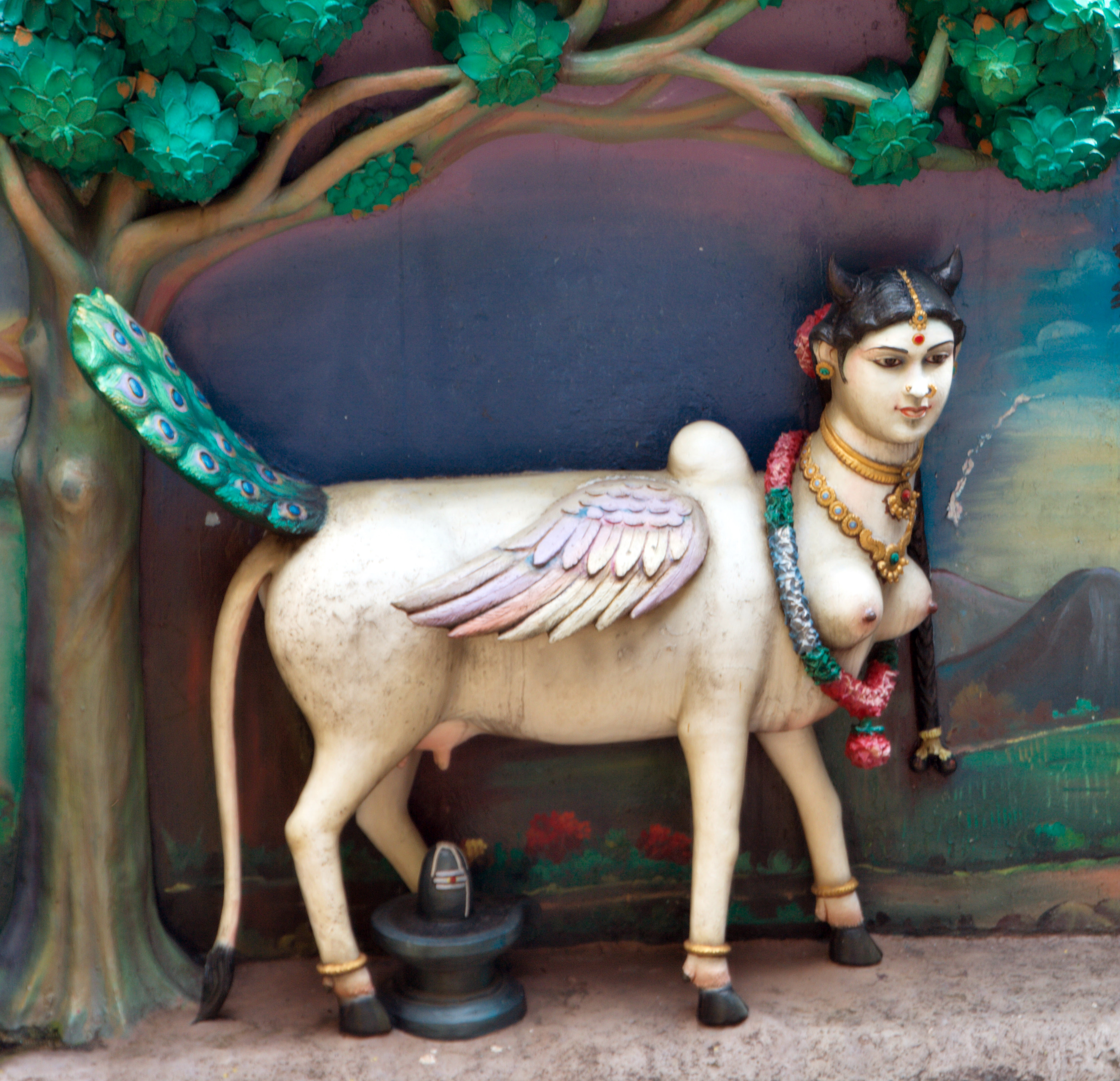
Kamadhenu in den Batu Caves, ein hinduistisches Höhlenheiligtum in Malaysia

Schon in den ältesten indischen Schriften, den Veden, kommt in bildhafter Sprache die Kuh als Göttin vor, die Verkörperung der Erde, Prithivi Mata. Auch spätere hinduistische Schriften bezeichnen sie an einigen Stellen als Göttin. Besonders häufig tritt die Wunschkuh auf, die Erfüllerin der Wünsche und Mutter aller Kühe mit dem Namen Kamadhenu. Dargestellt wird Kamadhenu als Mischwesen mit dem Körper einer Kuh, den Flügeln eines Adlers, dem Schwanz eines Pfaus sowie dem Kopf und den Brüsten einer schönen Frau.
Stark mit der Kuh verbunden ist Krishna, die heute besonders populäre Inkarnation des hinduistischen Gottes Vishnu. Er wuchs unter Kuhhirten auf, er ist Gopala, der Kuhhirte. Im Bhagavatapurana, jener heiligen Schrift, die seine Lebensgeschichte überliefert, spielt die Kuh eine wichtige Rolle.
Die Bedeutung der Kuh drückt sich auch in der Bedeutung ihrer Produkte für den Ritus aus. Ohne Ghi, die geklärte Butter für Licht und Opferspeise, und ohne Milch und Joghurt als Opfer kann keine Puja (formeller hinduistischer Gottesdienst) stattfinden. Die Überlieferung bezeichnet sämtliche Kuhprodukte als besonders rein und reinigend.
Sind mit der Bezeichnung Kuh sowohl weibliche als auch männliche Tiere gemeint, so hat doch das weibliche einen höheren Stellenwert. Der Stier ist als Nandi das Begleittier des Gottes Shiva. Nandi-Statuen findet man sehr häufig am Eingang von Shivatempeln. In frühen Zeiten wurde Shiva selbst in dieser Form verehrt.
Die weibliche Kuh erfährt nur in ihrer lebendigen Form Verehrung, nie in Abbildungen. Zu besonderen Feiertagen oder zu besonderen privaten Anlässen – etwa einem Gedenktag oder einer Wallfahrt – kann man, teils unter der Anleitung eines Brahmanen, das Tier rituell berühren und bestimmte Gebete dazu sprechen. Im ländlichen Bereich ehrt man Kühe an bestimmten Tagen im Zusammenhang mit dem Lichterfest Divali: Dann werden sie geputzt, geschmückt und mit einem besonderen Futter ernährt. Als größtes Geschenk (mit dem die größten Verdienste erworben werden) empfehlen viele Hindu-Schriften eine Kuh. Das Ritual, eine Kuh zu schenken, führt man heute meist symbolisch aus.
Heutige Hindus begründen die besondere Stellung des Tieres mit der Aussage, dass die Kuh eine Mutter sei, die Menschen alles zum Leben gebe. Sie gilt ihnen als Symbol der Fürsorge und Lebenserhaltung. Der Atharvaveda schreibt: „Die Kuh ist Vishnu, der Herr des Lebens“. Vishnu gilt in der hinduistischen Götterwelt als Erhalter.

### Bedeutung der Kühe in Indien

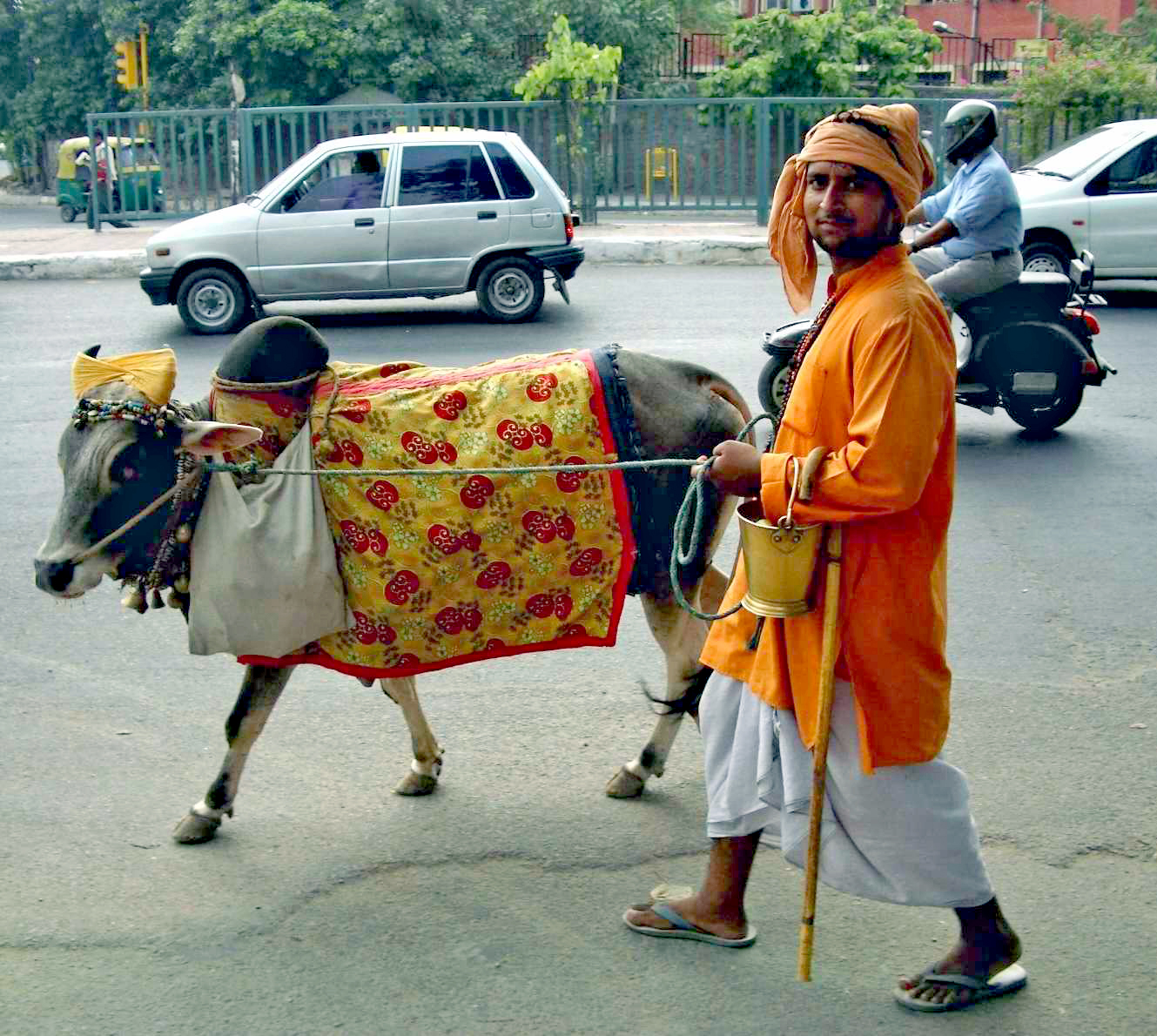
Heilige Kuh auf einer Straße in Delhi

In früheren Zeiten hatte die Kuh im Hinduismus buchstäblich die Funktion des Erhalters; das Überleben der Menschen hing erheblich von ihr ab. So lieferte sie nicht nur Nahrung und Bekleidung, sondern auch wertvollen Dünger, Behausung, Medizin und Arbeitskraft. Noch heute ist sie für viele arme Bauern in Indien das einzige Zugtier und damit die Stütze der Landwirtschaft; für Millionen in Städten und Dörfern ist ihr Dung das wichtigste Brennmaterial für das tägliche Kochen, zum Bau der Häuser ist er in den Dörfern unerlässlich. Man mischt ihn auch dem Wasser bei, mit dem man Haus und Hof reinigt, besonders auch den Platz für den Gottesdienst. Diese Reinigung findet nach Meinung gläubiger Hindus nicht nur auf der materiellen, sondern ebenso auf der spirituellen Ebene statt.
Der Dung hat sich ferner als wirksames Insektizid erwiesen. Entsprechende Produkte werden heute gewerbsmäßig hergestellt. Rinderdung und -urin setzt die traditionelle Volksmedizin Ayurveda gegen verschiedene Krankheiten ein. Eine Mischung aus Dung, Urin, Milch, Ghee und Joghurt unter dem Namen Panchagavya (Sanskrit, etwa „fünf Erzeugnisse der Kuh“) wird als biologisches Düngemittel, im Ayurveda und als Opferspeise (prasad) beim Tempeldienst verwendet.
Das Herumgehen der Kühe in den Straßen, das Europäer als besonders typisch für Indien betrachten, hat einen einfachen Grund: Viele Bauern lassen ihre Kühe frei laufen, damit sie sich von Abfällen selbst ernähren, wodurch sie auch für das Gemeinwesen einen wichtigen Zweck erfüllen.

### Kuhschlachtung

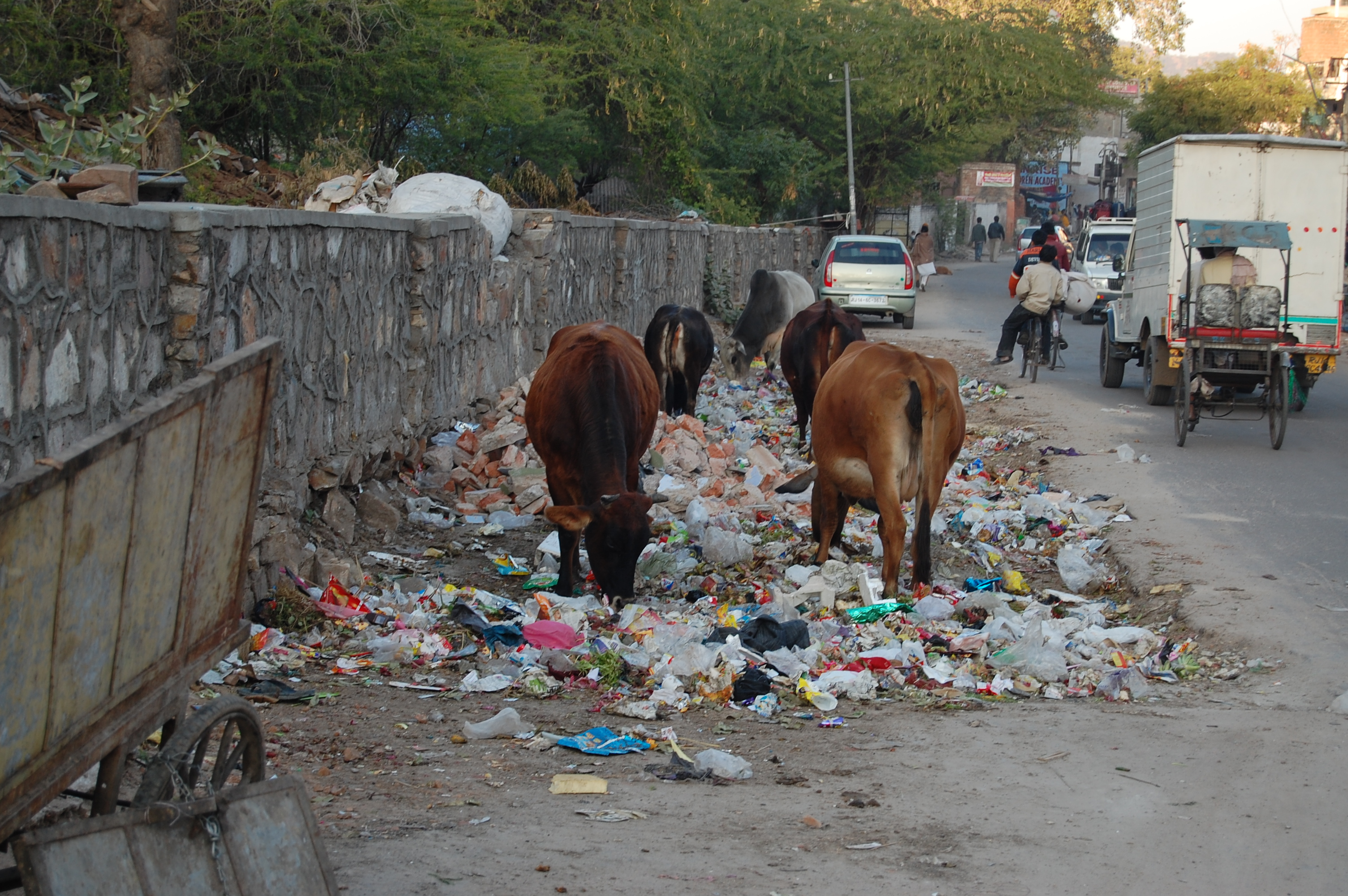
Kühe in den Straßen von Jaipur, Indien (2011)

Traditionell schlachten Hindus keine Rinder; der Rindfleischverzehr ist ein Nahrungstabu. Nach dem Ende der Milchproduktion wird eine Kuh in der Theorie bis zu ihrem natürlichen Tod gefüttert, in der Praxis jedoch oft an Muslime oder Dalits, für die aufgrund ihrer Kastenlosigkeit weniger Tabus gelten, verkauft. Der wirtschaftliche Druck ist auf dem Land sehr stark, und Rindsleder ist dauerhafter als andere Ledersorten. Darum ist es nicht unüblich, dass Bauern unproduktive Tiere bei einem „Unfall“ sterben lassen oder sie verkaufen. Um ihr Gewissen zu beruhigen, geben sie oft vor, nicht zu wissen, dass sie schließlich doch geschlachtet werden (etwa für die Lederproduktion), anstatt in einem fremden Stall ihr Gnadenbrot zu bekommen. In einigen Gegenden in Indien gibt es Goshalas, Tierasyle, wo kranke oder alte Kühe bis an ihr Lebensende gefüttert werden. Wohlhabende Privatpersonen oder Tempelinstitutionen unterstützen diese Ställe mit Spenden. Unabhängig davon ist Indien weltweit der fünftgrößte Exporteur von Rindfleisch.
Das absolute Schonen der Kühe im Hinduismus ist möglicherweise keine uralte Erscheinung (siehe Rindfleischverzehr im alten Indien). Es gibt Hinweise, dass zur Zeit der Veden Rinder noch geschlachtet und verzehrt wurden. Erst als später das Prinzip des Ahimsa, das in den kriegerischen Frühtexten noch keine große Rolle spielte, weiter ausgeführt wurde, gewann die Scheu, Tiere zu töten, an Gewicht und wurde dann zugunsten der Kuh angewandt. Möglicherweise ist die starke Verbreitung des Tabus vom Jainismus in den Hinduismus gewandert.
In den meisten indischen Bundesstaaten ist das Töten von Kühen gesetzlich verboten, eine unionsweite Regelung gibt es aber nicht. Im Jahr 2014 wurde im Bundesstaat Rajasthan ein Ministerium für Kuh-Wohlfahrt (Ministry of Cow Welfare) eingerichtet. In Westbengalen und Assam ist das Schlachten solcher Rinder erlaubt, die über 14 Jahre alt und nicht mehr als Nutztiere zu gebrauchen sind, sowie  verletzter Tiere. Grund dafür dürfte die wirtschaftlich wichtige Lederindustrie sein. Keine gesetzliche Regelung gibt es in den Bundesstaaten Kerala, Manipur, Meghalaya und Nagaland. In manchen Bundesstaaten werden – zeitlich begrenzt – zugunsten des muslimischen Bevölkerungsteils Konzessionen gemacht.
Für die Bauern ist die zunehmende Unmöglichkeit, ihre Tiere in Notzeiten wie Dürren an Metzger zu verkaufen, eine enorme finanzielle Belastung.
Vergehen gegen Kühe zu verfolgen, ist in Nordindien Ausgangspunkt für Gewaltverbrechen und Korruption durch organisierte Wächtermilizen, die durch die von der nationalistisch-populistischen Hindu-Partei BJP gestellte Regierung entscheidend befördert wird.